# Serieåret 1904

## Händelser

### Januari
- 2: Major Ozone's Fresh Air Crusade av George Herriman har premiär, syndikerad av World Color Printing Co.[1]

### Februari
- 14: den amerikanska dagspresserien Little Jimmy av James Swinnerton har premiär i New York Journal.[2]

### Juli
- 24: Little Sammy Sneeze av Winsor McCay har premiär i New York Herald.[3]

### September
- 10: Dreams of the Rarebit Fiend av McCay, under pseudonymen "Silas", har premiär i Evening Telegram.[4]

### Okänt datum
- Den brittiska dagspresserien Tiger Tim av Julius Stafford har premiär.

## Födda
- 30 mars - Edgar P. Jacobs (död 1987), belgisk serietecknare, inflytelserik inom europeisk serietradition, och känd från sina samarbeten med Hergé och för serien Blake och Mortimer.
- 25 juli - Katsuji Matsumoto (död 1986), japansk illustratör och mangaecknare.
- 2 augusti - Reg Parlett (död 1991), engelsk seriestecknare.
- 21 oktober - Edmond Hamilton (död 1977), amerikansk science fiction-författare, manusförfattare för DC Comics (bl.a. Stålmannen och Batman).
- 11 december - Marge eg. Marjorie Henderson Buell (död 1993), amerikansk serieskapare.
- Jacques Van Melkebeke (död 1983), belgisk journalist, författare och serieförfattare, vän till Hergé och halvofficiellt inblandad i skapandet av vissa Tintinäventyr.

### Fotnoter
1. ↑  Don Markstein's Toonopedia. ”Major Ozone's Fresh Air Crusade”. http://www.toonopedia.com/ozone.htm.
2. ↑  Don Markstein's Toonopedia. ”Little Jimmy”. Arkiverad från originalet den 10 november 2015. https://www.webcitation.org/6cwgrBRxa?url=http://www.toonopedia.com/jimmy.htm.
3. ↑  Don Markstein's Toonopedia. ”Little Sammy Sneeze”. http://www.toonopedia.com/sneeze.htm.
4. ↑  Don Markstein's Toonopedia. ”Dreams of the Rarebit Fiend”. http://www.toonopedia.com/rarebit.htm.